# Telesna tekočina
Telesne tekočine so vse znotrajcelične in zunajcelične tekočine, ki se nahajajo v človeškem organizmu. Grobo jih lahko razdelimo v dve skupini: tiste, ki krožijo po organizmu in tiste, ki se nahajajo znotraj posameznih razdelkov.
- Ena najpomembnejših telesnih tekočin je kri, ki pri odraslem človeku predstavlja okoli 5 % mase. Lokalizirana je v arterijah, venah in krvnih lasnicah. V bistvu je kri mešanica krvne plazme in krvnih celic, zato je bolj pravilno, da kot telesno tekočino imenujemo plazmo.
- Naslednja cirkulirajoča tekočina je mezga (limfa), ki nastaja z mezenjem krvne plazme skozi kapilarni endotelij v intersticij ter se zbira v posebnem tako imenovanem mezgovnem sistemu.
- Tretja pomembna cirkulirajoča tekočina je žolč, ki nastaja v jetrih, se skladišči v žolčniku ter se po žolčevodu izloča v dvanajstnik. V črevesni sluznici se deloma reabsorbira in po dverni veni s krvjo zopet doseže jetra.
- Intracelularna tekočina.
- Intersticijska tekočina.
- Možgansko-hrbtenjačna tekočina (cerebrospinalni likvor).
- Prebavni sokovi: slina, želodčni sok, sok trebušne slinavke ter žolč.
- Sekreti in ekskreti (tekoči izločki): seč, znoj, materino mleko, nožnični izloček, solze, nosni izloček, semenska tekočina, očesna vodka, plevralna tekočina, ascitesna tekočina, sklepna maža (sinovija), ušesno maslo, plodovnica, perikardialna tekočina.
- Telesne tekočine, ki nastopajo v bolezenskem stanju, na primer gnoj.